# Aglaia malaccensis
Aglaia malaccensis är en tvåhjärtbladig växtart som först beskrevs av Henry Nicholas Ridley, och fick sitt nu gällande namn av C.M. Pannell. Aglaia malaccensis ingår i släktet Aglaia och familjen Meliaceae. Inga underarter finns listade i Catalogue of Life.